# 加藤清正
加藤清正（日语：／ Katō Kiyomasa，1562年7月25日—1611年8月2日）是日本安土桃山時代、江戶時代武將和大名，初代熊本藩主。幼名虎之助。異名鬼加藤、地震加藤。歿後成為信仰的對象（清正公信仰），尊稱清正公（日语：／ Seishō-kō）。

## 經歷

### 早年
1562年（永祿5年）出生於尾張國愛知郡中村（今愛知縣名古屋市中村區），父親是當地鍛治屋老闆加藤五郎助。父親年幼過世，由母親養育成人，她是大政所從姊妹，因此與羽柴秀吉（即後來的豐臣秀吉）有血緣關係。1576年（天正4年）以170石俸祿為秀吉效力。
迎娶近江守護大名佐佐木氏一族，同時也是近江的名門山崎片家的女兒為正室。 
天正10年（1582年）4月14日、秀吉的中國經略，進軍冠山城、清正獲「一番乘」的封號，成功討取竹井將監。
1582年織田信長死後，清正參加山崎之戰，1583年在賤岳之戰中殺死了敵將山路正國，從而取得重要戰功，成為賤岳七本槍其中一人，獲封3000石。1585年當秀吉就任關白一職的同時，獲封從五位下主計頭一職。1586年參加九州征伐。統一九州後，1587年（天正15年）取代施政失敗的佐佐成政，1588年與小西行長受封新領地，兩人各分得半個肥後國，清正獲得肥後北半國19萬5,000石、入主隈本城、天正19年（1591年）大規模改修熊本城作為居城。。清正在肥後國治績良好，利用生麥特產品化進行南蠻貿易。除了商業政策外，在治水方面亦獲得佳績。
天正17年（1589年）、小西行長所領的肥後南半國發生天草一揆、經小西行長說服無效，於是出兵強行鎮壓。

### 入侵朝鮮
1592年，豐臣秀吉派遣大軍入侵朝鮮（文祿之役），在文祿之役清正率領第二番隊、帶領部下相良賴房、鍋島直茂大名級將領，與小西行長共同擔任先鋒攻取慶尚道、忠清道、京畿道。攻克漢城後，與小西行長及黑田長政在臨津江擊退朝鮮軍，然後加藤清正獨自率領二番隊在海汀倉打敗韓克誠，俘虜了朝鮮王子臨海君與順和君，之後進攻江原道甚至越過朝鮮北部邊境攻打兀良哈。1593年第二次晉州城之戰中，指揮龜甲車部隊，負責由北面攻城。不久朝鮮與豐臣秀吉和談完畢後撤退，被俘的兩名王子亦得以獲釋。在此開始與小西行長和石田三成等人對立。
1597年日本再次派兵出征朝鮮。加藤清正再次作为日軍的先鋒出陣，首先攻佔朝鮮黃石山城。之後攻下全羅道佔領全州。當清正佔據忠清道鎮川後，在西生浦城。而日軍則根據加藤清正的繩張築起蔚山城，當建造完成時將由清正防禦此城。當蔚山城快將完成時，明軍殺到（蔚山城之戰）。加藤清正等500名人員進入蔚山城並嘗試死守，直到毛利秀元、黑田長政等援軍到達時進行反擊擊退明軍及朝鮮軍。翌年9月日軍準備撤退時死守蔚山城，再次擊退明軍及朝鮮軍。

### 入侵朝鮮後
1598年當豐臣秀吉病逝後，與五大老之一德川家康開始親密起來，與家康養女進行婚姻。1599年與福島正則、淺野幸長等人策劃謀殺石田三成未遂。
然而，在島津氏重臣伊集院氏叛亂時（庄内之亂）、清正暗地裡支援伊集院忠真的行為被家康發覺。激怒了家康後，清正被禁止上洛。慶長5年（1600年）清正才獲許可進入大坂、2月13日透過有馬則賴與家康會面、家康的怒氣才有所消減。後來清正獲准參加會津征伐、留在九州牽制當地的西軍勢力，與黑田如水合作攻擊小西行長的居城宇土城，當東軍攻擊柳川城時，勸喻立花宗茂開城投降，之後再擊破九州西軍勢力，直到德川家康叫停戰爭為止。戰後論功行賞，獲得小西行長的領地，成為肥後五十二萬石的大名。清正在獲得了行長的領地後，在熊本築城，也就是現今熊本縣的熊本城。
慶長8年（1603年）、獲賜豐臣姓。 
1605年就任從五位上、侍從肥後守。1610年協助幕府負責建造名古屋城。在關原之戰後，清正和淺野氏致力保護豐臣秀賴和豐臣家，包括1611年前往京都二條城，為家康與豐臣秀吉之子秀賴進行斡旋，返回領地途中在船上病發，6月24日病死於肥後的主城熊本城，終年五十，其死因亦有所爭議，包括梅毒、花柳病、癩瘡等。但有不少人認爲是德川家康爲了要摧毀大阪政權的保護傘，所以在二条城會面時，以毒饅頭毒殺清正。
墓地位於熊本市花園發星山本妙寺中淨池廟以及山形縣鶴岡市丸岡金峰山天澤寺。位牌在東京都港區白金台最正山覺林寺。此外，在東京都大田區長榮山大國院本門寺有清正的供養塔。在熊本市內也有一座加藤神社。明治43年（1910年）贈從三位。
清正死後，家督由忠廣繼承，1632年被初次掌權的幕府將軍德川家光改易到出羽國，石高被「雷霆將軍」家光給裁減剩一萬石，失去有力大名的地位。改易的理由有多個可能，包含加藤家與被滅的豐臣家過親而遭忌說、忠廣違反武家諸法度之說、家臣內鬥說等等。

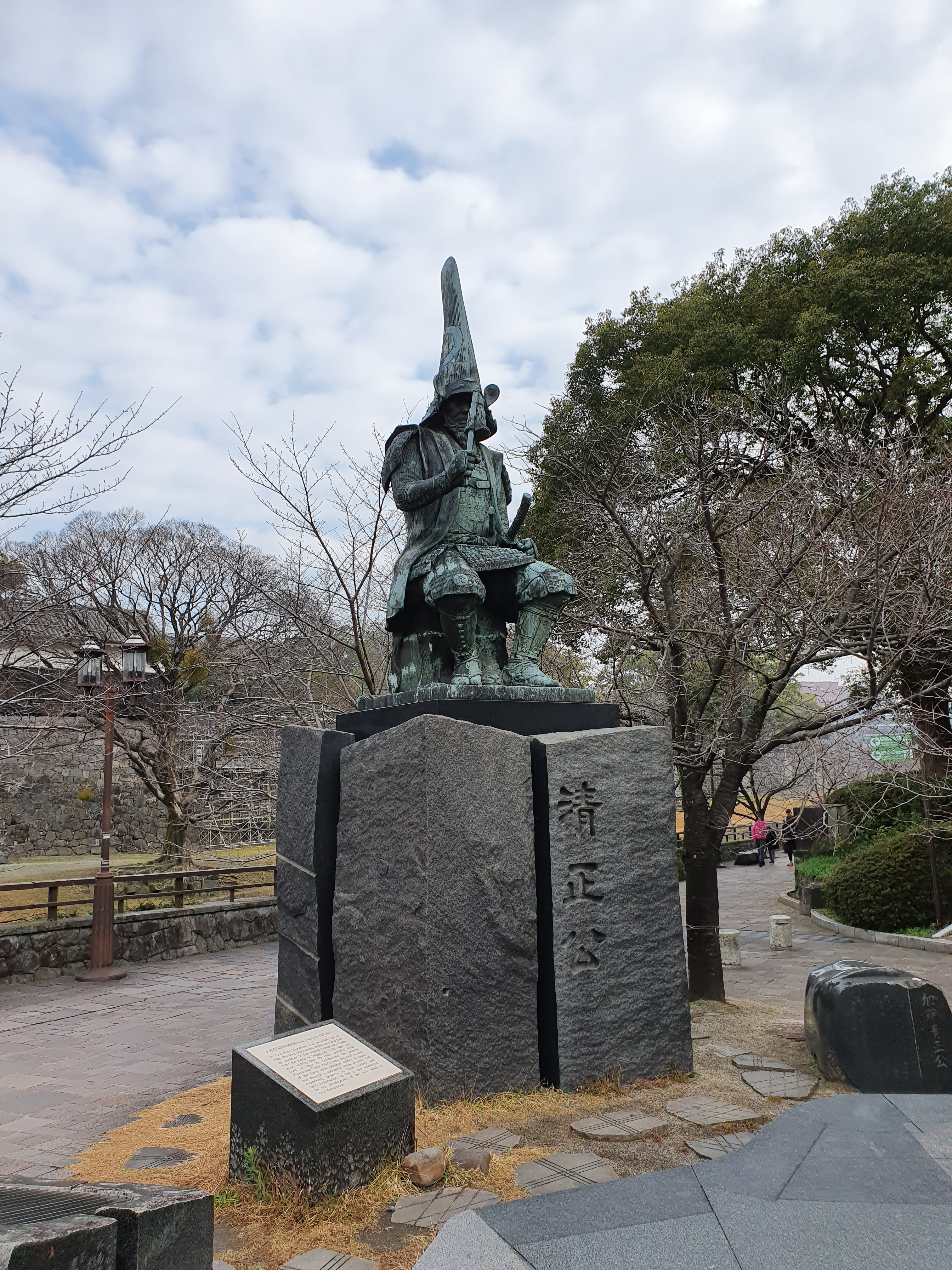
熊本城前的加藤清正銅像

## 人物
- 加藤清正以築城名家為世人所知，曾參與建築的包括熊本城、蔚山城、江戶城、名古屋城等等。並曾在領地內進行治水工作。關原戰時他雖然站在東軍一方，但至死都對豐臣家忠誠，竭力希望能保住豐臣家。因为其忠义（德川家康在他死后才敢发动对丰臣的战争）和在朝鲜的武勋，至今他仍在日本倍受景仰。

- 文祿之役回國後於禁足期間，歌舞伎狂言〈地震加藤〉中留有一段逸話。1596年發生伏見大地震，禁足中的清正不顧禁足令，一馬當先衝進伏見城，秀吉感其忠心，大大嘉獎清正。這段「地震加藤」算是家喻戶曉的故事，也突顯了清正忠勇奉公、不顧責難的個性。

- 在朝鲜，每個大名都有或多或少的惡行，但加藤清正的惡行最多。加藤不但屠殺百姓，还為了彰顯個人勇武還組織對當地老虎的大規模狩獵，原本朝鮮半島的西伯利亞虎非常多，但由于加藤的出現，西伯利亞虎在朝鮮半島幾乎絕跡。

- 清正是一名熱心的佛教日蓮宗教徒[3]，在治理熊本期間，建造了不少佛寺，特別以日蓮宗佛寺最多，當中包括本妙寺等。台灣日治時代創立的日蓮宗台北法華寺也曾供奉加藤清正，但現在已無奉祀。

- 有關於清正的身材六尺三寸（約191cm）的记录

## 加藤四傑
- 飯田直景（飯田覺兵衛）
- 森本一久（森本儀太夫）
- 庄林一心（庄林隼人）
- 森本一房（森本右近太夫）

## 加藤清正十六將
- 飯田直景（飯田覺兵衛）
- 森本一久（森本儀太夫）
- 庄林一心（庄林隼人）
- 加藤重次（涉谷興右衛門）
- 加藤可重（片岡右馬允）
- 加藤安政（加藤清兵衛、桑原平八郎、本山豐前守）
- 斑鳩平次
- 龍造寺又八
- 貴田統治（貴田孫兵衛、毛谷村六助）
- 吉村吉左衛門
- 山内甚三郎
- 九鬼廣隆（九鬼四郎兵衛）
- 天野助左衛門
- 木村賴母(木村又藏)
- 齋藤利宗（斎藤主水立本）
- 赤星親武（赤星太郎兵衛）

## 遊戲
- 戰國無雙系列 &無雙OROCHI系列（光榮公司開發，杉田智和配音）